# Resolució 2382 del Consell de Seguretat de les Nacions Unides
La Resolució 2382 del Consell de Seguretat de les Nacions Unides fou adoptada per unanimitat el 6 de novembre de 2017. El Consell va decidir integrar a partir d'ara el treball policial en els mandats de les operacions de manteniment de la pau de les Nacions Unides, alhora que els països que contribueixen amb els agents van demanar que els capacitessin millor i enviessin més dones.

## Antecedents
Amb això, el Consell de Seguretat va recolzar una nova orientació estratègica pel que fa a la policia en operacions de pau que es va desenvolupar a l'interior de l'ONU. Els treballs policials en l'última dècada han començat a exercir un paper cada vegada més important en les missions de pau de l'ONU. El 2014, més de 13,000 agents d'aproximadament noranta països van ser enviats a dinou missions de l'ONU. Les seves responsabilitats laborals també eren molt més àmplies. Allà on solien fer observants, ara servien a la policia local o la policia local havia de sortir del terreny. El Consell també buscava perfils més especialitzats; agents especialitzats en delinqüència organitzada, finances o antiterrorisme. Els països de la UE van sereren al capdavant a aquest respecte, però van reduir dràsticament les seves contribucions en els últims anys. Només un 1,5% dels agents de la UNPOL encara provenien de la UE; aproximadament igual a la contribució del Iemen.
La intenció era preparar una guia i manual per a temes específics, de manera que els agents de la UNPOL coneguessin quines funcions tenien i com la policia de les Nacions Unides tractava dels casos. La guia també facilitarà la creació de vacants especialitzades per atreure els perfils adequats. A més, una pauta global facilitarà la integració de missions polítiques de socis com la Unió Africana i la Unió Europea en missions de l'ONU. Tot això hauria d'atraure més agents i animar els països a contribuir a les missions policials.

## Contingut
A l'ONU, es preferien solucions polítiques per resoldre conflictes. Una força policial de l'ONU podria contribuir a la transició d'una força de pau a la construcció de la pau. Les tasques policials serien, en endavant, una part integral dels mandats i estructures de comandament de les operacions de manteniment de la pau i les missions polítiques de l'ONU. Es tindrà cura de garantir que aquestes tasques siguin clares i factibles i que es proporcionin recursos suficients.
Es va demanar als països que van aportaven tropes que s'asseguressin que estaven ben entrenats; incloent-hi l'abús sexual i la violència contra els nens. Per contrarestar el problema de la violència sexual pels mateixos empleats de l'ONU, els antecedents penals dels homes havien de ser verificats amb antelació.
A més, es va atorgar molta importància a l'augment d'agents femenins. El 2020 volien veure la seva participació com a mínim doblada, i també havien de tenir càrrecs més alts. Això es va considerar crucial per afrontar la violència sexual. En aquell moment a la UNAMID del Darfur un de cada cinc membres era dona.